# Corynorhinus rafinesquii
L'orecchione di Rafinesque (Corynorhinus rafinesquii  Lesson, 1827) è un pipistrello della famiglia dei Vespertilionidi endemico degli Stati Uniti d'America.

## Descrizione

### Dimensioni
Pipistrello di piccole dimensioni, con la lunghezza totale tra 91 e 106 mm, la lunghezza dell'avambraccio tra 39 e 44 mm, la lunghezza della coda tra 41 e 54 mm, la lunghezza del piede tra 8 e 12 mm, la lunghezza delle orecchie tra 29 e 37 mm e un peso fino a 10 g.

### Aspetto
Le parti dorsali sono marroni chiare con la base nerastra, mentre le parti ventrali sono bianche con la base dei peli nerastra. Il muso è corto con due grosse masse ghiandolari elevate sui lati del muso. Gli occhi sono piccoli. Le orecchie sono enormi, con l'estremità arrotondata ed unite alla base anteriore da una membrana. Il trago è lungo e sottile. Le dita dei piedi sono ricoperte di lunghi peli. La coda è molto lunga ed è completamente inclusa nell'ampio uropatagio. Il calcar è privo di carenatura. Il cariotipo è 2n=32 FNa=50.

## Biologia

### Comportamento
Si rifugia singolarmente o in gruppi fino a 100 individui in edifici, grotte, cavità degli alberi sufficientemente illuminati. Entra in ibernazione tra dicembre e maggio e in uno stato di torpore durante il giorno in estate. L'attività predatoria inizia subito dopo il calare del buio e ritorna ai siti di riposo prima dell'alba. Il volo è lento ed altamente manovrato e può rimanere sospeso in aria.

### Alimentazione
Si nutre di insetti, particolarmente falene.

### Riproduzione
Gli accoppiamenti avvengono in autunno ed inverno. Le femmine danno alla luce un piccolo alla volta a fine maggio e inizi giugno. Le nascite avvengono qualche giorno prima nella parte più meridionale dell'Areale. I piccoli iniziano a volare e a sviluppare la dentatura permanente dopo circa tre settimane. L'aspettativa di vita è di circa 10 anni.

## Distribuzione e habitat
Questa specie è diffusa negli Stati Uniti d'America sud-orientali, dall'Illinois e Indiana fino alla Florida.
Vive nelle foreste ripariali e di palude fino a 2 400 metri di altitudine.

## Tassonomia
Sono state riconosciute 2 sottospecie:
- C.r.rafinesquii: Illinois orientale, Indiana ed Ohio meridionali, Virginia Occidentale sud-occidentale, Kentucky, Tennessee, Missouri sud-orientale, Arkansas orientale, Carolina del Nord e Virginia occidentali;
- C.r.macrotis (Le Conte, 1831): Oklahoma e Texas orientali, Louisiana, Arkansas occidentale e meridionale, Mississippi, Alabama, Georgia, Florida, Carolina del Sud, Carolina del Nord orientale.

## Conservazione
La IUCN Red List, considerato il vasto areale, la popolazione presumibilmente stabile grazie a programmi di recupero e la presenza in diverse aree protette, classifica C.rafinesquii come specie a rischio minimo (Least Concern)).